# Wargroove 2
Wargroove 2 ist ein rundenbasiertes Strategiespiel der Entwickler Chucklefish und Robotality. Die Fortsetzung zum 2019 erschienenen Wargroove wurde am 5. Oktober 2023 von Publisher Chucklefish für Windows und Nintendo Switch veröffentlicht.
Der Spieler führt militärische Einheiten verschiedener Klassen auf einem zweidimensionalen gerasterten Spielfeld gegen eine feindliche Fraktion mit ähnlichen Einheiten in den Kampf. Jeder Einheitentyp weist spezifische Stärken und Schwächen gegenüber anderen auf. Ziel einer Partie ist je nach Szenario entweder alle gegnerischen Einheiten auszuschalten oder bestimmte Gebäude auf dem Spielfeld zu besetzen. Verliert der Spieler seinen Kommandanten, ist das Spiel verloren. Wargroove 2 spielt vor den Geschehnissen des ersten Teils und führt Faahri als neue Fraktion ein.

## Rezeption
Laut Wertungsaggregator Metacritic erhielt Wargroove 2 „im Allgemeinen positive Bewertungen“ der Computerspielpresse. Laut OpenCritic empfehlen 96 Prozent der Kritiker das Spiel. Gelobt wurden ausgereifte Kampfmechaniken, abwechslungsreiche Level, ein großer Spielumfang sowie liebenswürdige Grafiken und Charaktere. Bemängelt wurden dagegen wenig Neuerungen im Vergleich zum Vorgänger und Programmfehler im Kampagneneditor. Wie sein Vorgänger weise Wargroove 2 deutliche Parallelen zu Nintendos Advance Wars auf.